# 库朗日 (卢瓦-谢尔省)
库朗日（法語：Coulanges，法語發音：[kulɑ̃ʒ]）是法国卢瓦-谢尔省的一个旧市镇，位于该省西部，属于布卢瓦区。2017年1月1日，库朗日和相邻的另外两个市镇合并为新市镇锡斯河畔瓦卢瓦尔（Valloire-sur-Cisse）。

## 地理
库朗日（47°32'35"N, 1°13'23"E）面积8.35 平方千米，位于法国中央-卢瓦尔河谷大区卢瓦-谢尔省，该省份为法国中北部省份，北起厄尔-卢瓦省，东北接卢瓦雷省，东南接谢尔省，南至安德尔省，西南接安德尔-卢瓦尔省，西北接萨尔特省。
与库朗日接壤的市镇（或旧市镇、城区）包括：锡斯河畔尚邦、锡斯河畔舒济、翁赞、塞亚克。

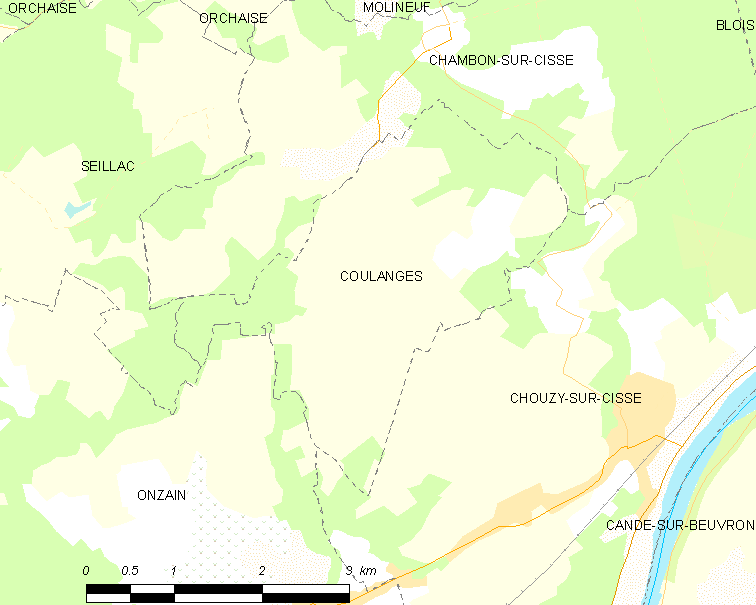
的OSM定位图

库朗日的时区为UTC+01:00、UTC+02:00（夏令时）。

## 行政
库朗日的邮政编码为41150，INSEE市镇编码为41064。

## 政治
库朗日所属的省级选区为卢瓦尔河畔沃赞县。

## 人口

1962-2008年间人口变化图示

库朗日于2018年1月1日时的人口数量为308人。